# Arnaldo Forlani
Arnaldo Forlani (Pesaro, 8 dicembre 1925 – Roma, 6 luglio 2023) è stato un politico italiano.
È stato uno dei massimi esponenti della Democrazia Cristiana nonché uno dei più importanti politici italiani dagli anni settanta fino ai primi anni novanta. Dopo essere stato per molti anni il principale collaboratore di Amintore Fanfani nella corrente politica "Nuove Cronache", la abbandonò agli inizi degli anni ottanta e diede vita infine con Antonio Gava e Vincenzo Scotti alla corrente "Azione Popolare" (o "Grande centro") alla fine di quel decennio. Fu presidente e vicepresidente del Consiglio dei ministri, ministro degli affari esteri, ministro della difesa e ministro delle partecipazioni statali; ha ricoperto l'incarico di segretario della Democrazia Cristiana dal 1969 al 1973 e in seguito dal 1989 al 1992, mentre per un lungo periodo è stato presidente del Consiglio nazionale del partito.
Candidato alla presidenza della Repubblica dal suo partito nel 1992, fu ostacolato dai franchi tiratori. Giunto all'età di 97 anni, Forlani è stato l'ex presidente del Consiglio italiano più longevo di sempre.

## Biografia

### Giovinezza ed esordi in politica
Arnaldo Forlani nacque l'8 dicembre 1925 a Pesaro, nelle Marche, da Luigi Forlani, proprietario terriero del Montefeltro e Caterina Remies, maestra elementare. Prima dell'inizio della sua lunga attività politica, negli anni quaranta Forlani ebbe una breve carriera agonistica come calciatore: giocò infatti come mezzala nella Vis Pesaro, squadra della città medesima, in Serie C. Laureatosi in giurisprudenza all'Università degli Studi di Urbino, intraprese la sua carriera politica nel 1948 quando gli fu conferito l'incarico di segretario provinciale della Democrazia Cristiana di Pesaro e con i successivi ruoli politici come consigliere del comune di Pesaro e della provincia. 
Il decennio successivo, nel 1954, Arnaldo Forlani entrò a far parte per la prima volta della direzione nazionale della Democrazia Cristiana. Il 7 ottobre del 1955 ottenne il suo primo rilevante incarico di partito, arrivando a dirigere l'importante sezione del partito "Studi, Propaganda e Stampa" (S.P.E.S.). Forlani si sposò in quegli anni con Alma Maria Forlani, deceduta il 6 ottobre 2015 all'età di ottantasei anni, ed ebbe con lei tre figli: Alessandro, il quale, come il padre, ha svolto per diversi anni l'attività politica, Marco (divenuto nel 2022 amministratore delegato della BFC Media) e Luigi.
A seguito della frattura nella corrente di Iniziativa democratica tra il gruppo doroteo e quello degli amici dell'ex segretario nazionale e presidente del Consiglio Amintore Fanfani (Nuove Cronache), Forlani scelse di aggregarsi a quest'ultimo, affermandosi nel congresso nazionale di Firenze del 1959 come uno fra gli esponenti e leader più rilevanti all'interno della corrente fanfaniana insieme a Lorenzo Natali, Giovanni Gioia, Clelio Darida e Franco Malfatti.
Proprio in rappresentanza di quest'area, nel 1962 fu eletto vicesegretario nazionale del partito, contribuendo così alla gestione unitaria della Democrazia Cristiana che seguì al congresso nazionale di Napoli e che avrebbe portato alla nascita del centro-sinistra. Mantenne quest'incarico, con una breve pausa di pochi mesi, fino all'inizio del 1969, lavorando assieme a tre segretari politici diversi: Aldo Moro, Mariano Rumor e Flaminio Piccoli.

### Inizio della carriera di governo, prima segreteria DC e"preambolo"del 1970

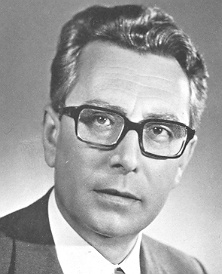
Forlani nel 1972

Nel primo governo Rumor venne nominato ministro delle partecipazioni statali; nel secondo governo Rumor fu invece ministro per i rapporti con le Nazioni Unite. Nel settembre 1969 si svolse il patto di San Ginesio, cui parteciparono Arnaldo Forlani e Ciriaco De Mita. Il convegno tenuto a San Ginesio passò alla storia come quello che stabilì un patto generazionale per un ricambio nella guida del partito, favorendo i "quarantenni" e causando la disgregazione della vecchia maggioranza dorotea. Nell'ottobre 1969, un mese dopo il convegno, infatti, i dorotei di "Impegno Democratico" si divisero in due correnti: Mariano Rumor e Flaminio Piccoli (allora al vertice, rispettivamente, del governo e del partito) si separarono da Giulio Andreotti ed Emilio Colombo.
Rumor e Piccoli fondarono "Impegno Popolare", Andreotti e Colombo mantennero la stessa denominazione di "Impegno Democratico". Piccoli si dimise dalla segreteria e il consiglio nazionale elesse il 9 novembre 1969 al suo posto Forlani con 157 voti a favore e 13 schede bianche. Pochi giorni dopo Ciriaco De Mita divenne vicesegretario: erano i frutti del patto di San Ginesio, al punto che Forlani e De Mita vennero ribattezzati "i gemelli di San Ginesio". Contemporaneamente all'elezione a segretario, Forlani si dimise da ministro del governo Rumor. Durante la sua segreteria, Forlani tentò di evitare il disfacimento dell'alleanza politica di centro-sinistra, minata dall'incapacità di reagire in modo efficace alle difficoltà economiche e sociali del periodo. Fu così che formulò il "preambolo" del 1970, che mirava a rinforzare la collaborazione dei partiti di governo e a estenderla a tutti i livelli istituzionali, comprese le neonate Regioni. Seguì una fase politica travagliata.
Sempre a novembre del 1969 la Camera approvò la legge sul divorzio con una maggioranza diversa da quella di governo e l'opposizione di DC, MSI e monarchici. Il presidente del Consiglio Rumor si dimise nel febbraio 1970, per ricostituire un governo organico di centro-sinistra nel marzo dello stesso anno. Nonostante il successo politico per le prime elezioni regionali del giugno 1970, il terzo governo Rumor non sopravvisse alle tensioni politiche e sociali nel Paese (lo sciopero generale del luglio 1970). Il centro-sinistra organico venne salvato dal nuovo governo presieduto da Emilio Colombo, dall'agosto 1970 al gennaio 1972. La DC, nel consiglio nazionale del partito del settembre 1970, ratificò all'unanimità il sostegno politico al centro-sinistra. Forlani organizzò nell'ottobre 1970, a Fermo, un convegno di studio per dare seguito alle conclusioni del convegno di San Ginesio, mentre la legge sul divorzio venne definitivamente approvata dal Parlamento, con la forte preoccupazione dei vescovi italiani e provocando un'immediata reazione del mondo cattolico, che, con il movimento "Un popolo per la famiglia" organizzò la raccolta di firme per il referendum abrogativo.
Il clima di violenza diffusa contribuì a uno spostamento a destra dell'elettorato, con una crescita significativa del MSI di Almirante nelle elezioni amministrative parziali del 1971. Alle elezioni del presidente della Repubblica del 1971, Forlani propose la candidatura di Amintore Fanfani, ma di fronte al diniego degli alleati e alla presenza di franchi tiratori interni, che impedirono anche l'elezione di Aldo Moro, la DC ripiegò su Giovanni Leone, che venne eletto con l'appoggio determinante del MSI. Nel gennaio 1972 i repubblicani uscirono dal governo Colombo, e venne aperta la crisi. L'impossibilità a ricostituire un'alleanza di centro-sinistra portò la DC a proporre un governo monocolore guidato da Giulio Andreotti, che non ottenne la fiducia del Parlamento. Si ebbero così elezioni anticipate, che evitarono anche momentaneamente il referendum sul divorzio.
Nella campagna elettorale del 1972, Forlani lanciò la cosiddetta politica di centralità: le elezioni del 7 maggio 1972 confermarono la leadership della DC nel panorama politico del Paese e al tempo stesso l'inconsistenza numerica dei nuclei e dei movimenti dell'estrema sinistra: in un clima difficile e di forti tensioni, sia all'interno della vecchia maggioranza di centro-sinistra sia nello stesso associazionismo cattolico, la DC guidata da Forlani ottenne il 38,7% dei voti alla Camera dei deputati e il 38,1% al Senato. Anche la paventata avanzata della destra del MSI venne contenuta dal punto di vista elettorale. La DC varò allora una nuova alleanza centrista, riallacciando l'alleanza con il PLI nel governo. La sinistra DC si oppose e non entrò a far parte del secondo governo Andreotti costituito da DC, PSDI e PLI con l'appoggio esterno del PRI. Le conseguenze del ritorno a una formula centrista provocarono, all'interno della DC, le dimissioni dalla Direzione centrale dei rappresentanti delle correnti di "Forze Nuove" e dei morotei. Solo Benigno Zaccagnini, su indicazione di Moro, rimase presidente del consiglio nazionale.

### "Quaresima"e carriera di governo, sconfitta nel congresso del 1976, ministro della difesa e degli esteri

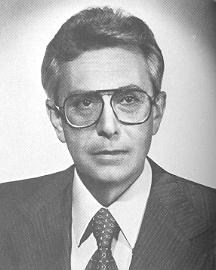
Arnaldo Forlani nel 1979

Alla fine del 1972 emersero le insoddisfazioni verso la politica economica espressa dal secondo governo Andreotti. Forlani accolse allora la richiesta della sinistra del partito di riaprire un dibattito interno sulla situazione politica. Le spinte verso un riavvicinamento al PSI e alla ripresa della collaborazione governativa di centro-sinistra erano sempre più forti e sfociarono nel XII Congresso nazionale della DC del 1973 che pose fine all'alleanza centrista, riportando alla segreteria Amintore Fanfani e alla guida del governo Mariano Rumor, alleato nuovamente coi socialisti. Ebbe così iniziò per Forlani e per Andreotti un periodo di quaresima, secondo la definizione di Fanfani, che escluse per qualche tempo Forlani da incarichi politici di rilievo.
La quaresima per l'ex segretario democristiano durò solo un anno. Infatti Forlani fu ministro della difesa nel quarto e nel quinto governo Moro. In questo periodo, Forlani fu uno dei protagonisti dell'opposizione democristiana alla politica di solidarietà nazionale ventilata da Moro e dal neo-segretario DC Benigno Zaccagnini, eletto nel 1975. Proprio per questo, nel XIII congresso nazionale del 1976 Forlani fu il candidato del blocco moderato del partito alla guida del partito: appoggiato dai dorotei di Piccoli e Bisaglia, nonché dai seguaci di Andreotti e di Fanfani, Forlani sfidò nella corsa alla segreteria Zaccagnini, proponendo una piattaforma moderata che escludeva qualsiasi tipo di rapporto d'attenzione e di governo con il PCI.
La sfida fu molto combattuta, ma alla fine la linea di Forlani risultò sconfitta, seppure solo per pochissimi voti. Nonostante la sua opposizione al nuovo corso e alla politica di solidarietà nazionale, Forlani fu nominato alla prestigiosa carica di ministro degli affari esteri nel governo Andreotti III. I motivi di questo importante incarico furono, da un lato, la necessità di recuperare un clima di unità nel partito dopo le divisioni congressuali e, dall'altro, l'opportunità, in un mondo ancora segnato dalla guerra fredda, di assegnare la politica estera a una personalità chiaramente anticomunista in grado di tranquillizzare gli alleati europei e atlantici sul permanere della fedeltà italiana al Patto Atlantico. Per questi motivi mantenne la carica di ministro degli esteri nei successivi governi (IV e V) presieduti da Andreotti fino al 1979, quando la formula di solidarietà nazionale fu accantonata definitivamente. In qualità di ministro degli esteri, si recò in visita in Portogallo nel luglio 1977 per esprimere l'appoggio del governo italiano alla richiesta, avanzata da Lisbona, di adesione alla CEE.

### "Preambolo"del 1980, presidente della DC e presidente del Consiglio dei ministri

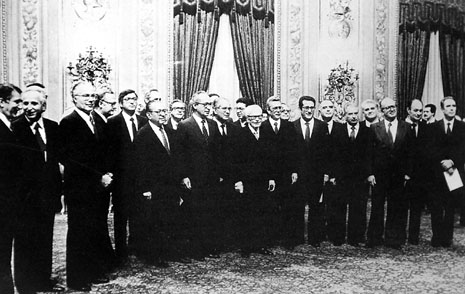
Quirinale 1980: i ministri del governo Forlani con il Presidente della Repubblica Sandro Pertini

Nel 1980 Forlani fu tra gli artefici della vittoria al Congresso di una maggioranza moderata che elesse come segretario Flaminio Piccoli e pose fine all'esperienza della collaborazione con il PCI, rilanciando la formula del centro-sinistra. Le quattro correnti alleate (dorotei, fanfaniani, Forze Nuove e il gruppo di Proposta) furono concordi nel voler porre fine alla collaborazione con il Partito Comunista per far posto a un nuovo rapporto organico con il PSI, ora guidato da Bettino Craxi. Il Congresso, nel quale svolse una funzione politica importante Carlo Donat-Cattin, venne chiamato del "preambolo" in quanto le mozioni associate alle liste delle quattro correnti alleate presentarono un preambolo politico comune, sul quale si formò la nuova maggioranza del partito, che poté contare sul 57,7% dei voti congressuali. La sinistra democristiana e gli andreottiani rimasero all'opposizione, mentre Donat-Cattin divenne vicesegretario unico.
In riconoscimento del suo ruolo nella nuova maggioranza, Forlani venne eletto per la prima volta alla presidenza del Consiglio nazionale. In quello stesso anno la carriera governativa di Forlani raggiunse il suo apice: infatti, dal 18 ottobre 1980 al 26 giugno 1981 fu presidente del Consiglio dei ministri, guidando un quadripartito formato da DC, PSI, PSDI e PRI. Il governo Forlani consentì alla DC di ritrovare la sua unità interna, sia nella riunione del Consiglio nazionale del dicembre 1980 sia in quella del marzo 1981. Inoltre, la DC si aprì nell'Assemblea nazionale dell'aprile 1981 al suo retroterra culturale e sociale: da quell'Assemblea scaturirono infatti cinque convegni nazionali e uno conclusivo nel novembre 1981, la cosiddetta Assemblea degli "Esterni".
Il governo Forlani dovette affrontare una serie di difficili prove, dal terrorismo che continuava a colpire i democratici cristiani, all'attentato a papa Giovanni Paolo II alla sconfitta del referendum sull'aborto, fino allo scandalo della loggia P2, che portò Forlani alle dimissioni. Infatti, durante la presidenza di Forlani furono scoperti gli elenchi degli aderenti alla loggia massonica P2; il ritardo di due mesi nella pubblicazione delle liste, considerato, specie dal PCI, una sua diretta responsabilità, lo costrinse a rassegnare le dimissioni e ad allontanarsi da posizioni di primaria importanza per qualche tempo. Dopo oltre un mese di crisi, e un nuovo tentativo di Arnaldo Forlani finito senza esito positivo, nascerà il primo governo non guidato da un democristiano dal 1945: il primo governo Spadolini.

### Sconfitta al Congresso del 1982, vicepresidente del Consiglio dei ministri e nuovamente presidente della DC
Durante il Congresso nazionale del 1982, che elesse per la prima volta Ciriaco De Mita alla segreteria nazionale, Forlani mantenne la sua posizione candidandosi alla segreteria in rappresentanza delle componenti moderate del partito. La sconfitta di Forlani fu, però, in larga parte determinata dal cambiamento di posizione del suo vecchio maestro Amintore Fanfani che sostenne il candidato a lui opposto.
In quest'occasione, Forlani uscì dalla corrente fanfaniana di “Nuove Cronache”, seguito da molti esponenti storici della componente come Franco Maria Malfatti, Luciano Radi, Ivo Butini, Lorenzo Natali e Oscar Luigi Scalfaro. La nuova area forlaniana cominciò così l'avvicinamento ai "dorotei", che poi avrebbe determinato la nascita della nuova corrente moderata di "Azione Popolare".
Ancora una volta, come già nel 1976, la sconfitta congressuale non segnò affatto per Forlani un'eclisse politica. Coerentemente con la linea già evidenziata nei congressi precedenti, Forlani mantenne per tutti gli anni ottanta il ruolo di leader della parte moderata del partito, spingendo la Democrazia Cristiana a rafforzare il rapporto di governo con il PSI. Le elezioni politiche del giugno 1983, con la DC guidata da De Mita, segnarono il più significativo arretramento elettorale della DC: perse il 5,4% alla Camera e il 6,9% al Senato. La sconfitta elettorale della DC provocò uno scossone politico all'interno del partito e dell'area dei partiti di governo. La DC avviò un processo di riflessione interna sulle cause che avevano portato al crollo elettorale, e si orientò unanimemente a favorire la nascita del primo governo Craxi il 4 agosto 1983. Nacque in questi anni la sintonia tra Forlani e il segretario socialista Bettino Craxi, che li portò a una stretta collaborazione: negli anni in cui il leader socialista resse la guida del governo, Forlani ricoprì l'incarico di vicepresidente, guidando la cospicua e autorevole delegazione democristiana al governo.
Nel febbraio 1984 si svolse il XVI Congresso nazionale del partito, che vide la conferma di Ciriaco De Mita alla segreteria politica. L'unico sfidante, Vincenzo Scotti, vicino politicamente a Forlani, ottenne un risultato personale migliore rispetto a quello della lista che lo sosteneva, mentre Flaminio Piccoli venne confermato presidente del Consiglio nazionale.
Furono gli anni della battaglia del governo Craxi sulla "scala mobile", in cui il governo si diede un profilo riformista tendente a isolare il PCI. Nonostante il successo del PCI alle elezioni europee del giugno 1984 (divenne il primo partito italiano, anche per l'emozione suscitata dalla morte di Enrico Berlinguer), i comunisti in Italia ebbero difficoltà a espandere il loro ruolo politico-sociale.
La DC non rinunciò al processo di rinnovamento interno, soprattutto in alcune aree del Paese, come la Sicilia. Avviò pure una riflessione sulla necessità di riforme istituzionali, per adeguare il sistema italiano alla nuova realtà del Paese. Uno dei temi sostenuti era quello della necessità di presentarsi agli elettori con patti preelettorali, per consentire di scegliere non solo il partito di appartenenza ma anche la coalizione di governo. I risultati delle elezioni regionali e amministrative del maggio 1985 confortarono le scelte interne e di governo compiute dalla DC. In molte città, fino a quel momento guidate dalla sinistra, si costituirono giunte di pentapartito. Il clima positivo nel Paese e tra le forze politiche venne confermato dall'elezione al primo scrutinio di Francesco Cossiga alla presidenza della Repubblica.
Nel 1986 Forlani fu eletto nuovamente alla carica di presidente del Consiglio nazionale della DC, al fine di garantire la massima unità possibile tra le varie anime della ‘Balena bianca’.
La costante mediazione esercitata da Forlani nel suo doppio ruolo di vicepresidente del Consiglio e presidente del partito consentirono di superare i forti contrasti tra De Mita e Craxi e di dar vita a un secondo governo guidato dal segretario socialista, che ottenne la fiducia nell'agosto del 1986. Fu il governo del cosiddetto "patto della staffetta", avendo De Mita condizionato la fiducia a Craxi all'impegno non scritto di quest'ultimo di dimettersi dopo un anno per consentire l'avvicendamento con un presidente democristiano che avrebbe portato a termine la legislatura. Tuttavia Craxi, in un'intervista a Giovanni Minoli nella trasmissione Mixer del 17 febbraio 1987 sconfessò pubblicamente quell'accordo, negando la disponibilità alla "staffetta".
La reazione di De Mita non si fece attendere: dopo qualche settimana la DC ritirò l'appoggio al governo e chiese a Cossiga di conferire l'incarico al presidente del Senato Amintore Fanfani, che diede vita a un monocolore democristiano privo dei numeri necessari per la fiducia, con l'obiettivo già preventivato di andare immediatamente alle elezioni anticipate. Nel gioco delle rivalse tra De Mita e Craxi si registrò però un inaspettato colpo di scena: Craxi, accogliendo il suggerimento di Marco Pannella, decise di votare la fiducia a Fanfani insieme con lo stesso leader radicale, costringendo così la DC, che voleva le elezioni anticipate, a far mancare, tramite astensioni concordate, i voti di fiducia al proprio esponente. Le elezioni del 1987 consentirono alla DC di recuperare parte dei voti persi nel 1983 e di riconquistare la guida del governo, che venne temporaneamente assegnata al giovane esponente della sinistra democristiana Giovanni Goria, ministro uscente del Tesoro, già con la prospettiva di un avvicendamento col segretario Ciriaco De Mita, come avvenne circa un anno dopo.
Forlani non entrò a far parte dei governi presieduti da Fanfani, Goria e De Mita e si dedicò interamente alla vita di partito nella sua funzione di presidente, lavorando attivamente alla ricomposizione dell'area moderata della DC e riuscendo a dare vita a una nuova corrente centrista, denominata "Azione Popolare" o "Grande Centro", nata dalla fusione di quella da lui stesso guidata con i dorotei di Antonio Gava e con la partecipazione di alcuni ex-fanfaniani, che gli consentirà di affermarsi al Congresso nazionale della DC del 1989 (che risulterà poi l'ultimo della storia democristiana), nel quale sarà nuovamente eletto segretario nazionale.

### Vittoria al Congresso del 1989, seconda segreteria DC eCAF

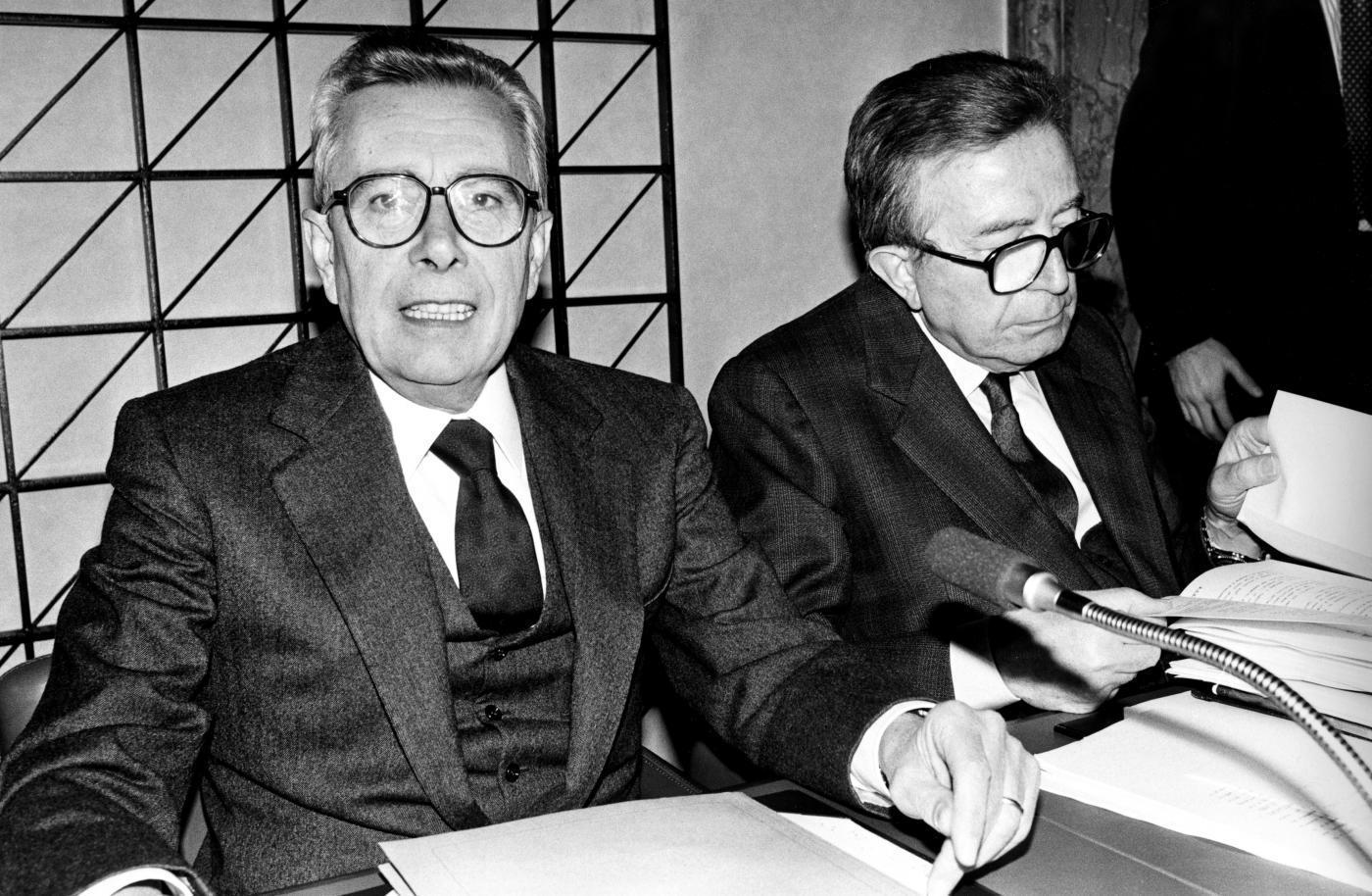
Arnaldo Forlani con Giulio Andreotti

Il XVIII Congresso nazionale della DC elesse nuovamente Arnaldo Forlani alla segreteria politica del partito. L'elezione fu largamente condivisa (85% dei voti), con l'ex segretario Ciriaco De Mita che divenne presidente del Consiglio nazionale. De Mita mantenne la guida del suo governo, pur nella costante difficoltà di rapporti con il PSI di Bettino Craxi. Le difficoltà aumentarono con il "caso Palermo", quando la DC governò la città con Leoluca Orlando sindaco, alleandosi col PCI invece che col PSI. Alla fine Craxi ritirò l'appoggio del PSI al governo e De Mita fu costretto alle dimissioni il 19 maggio 1989. Forlani gestì allora la lunga crisi di governo che ne seguì, protrattasi sino a luglio, allorché Andreotti costituì il suo sesto governo, con la stessa maggioranza di pentapartito. Nacque così il cosiddetto CAF, un asse politico tra Craxi, Andreotti e Forlani, che fu il perno della politica italiana per la restante parte della legislatura fino alle elezioni del 1992.
Alle elezioni europee del giugno 1989 la DC ottenne il 32,9%, riconquistando il primato perso nel 1984 e ottenendo un seggio in più, mentre nelle elezioni comunali di Roma ottenne il 31,9%. Nel novembre 1989 cadde il Muro di Berlino ed ebbe inizio la frantumazione del blocco comunista filosovietico. All'inizio del 1990 si consumò la crisi della gestione unitaria della DC, soprattutto per gli effetti del "caso Palermo": proprio nel capoluogo siciliano un accordo tra area dorotea e corrente andreottiana pose fine all'esperimento della giunta Orlando.
A livello nazionale la sinistra DC, nel febbraio 1990, abbandonò il cartello che garantiva la gestione unitaria del partito e a luglio dello stesso anno i ministri del governo Andreotti appartenenti a quella corrente (Martinazzoli, Mattarella, Misasi, Fracanzani e Mannino) si dimisero dalla loro carica in dissenso dall'approvazione della cosiddetta "legge Mammì" sul sistema radiotelevisivo. Il conflitto interno tra la sinistra DC e il CAF verrà peraltro ricomposto nel novembre successivo.
Alle elezioni amministrative del 1990 il PCI confermò l'emorragia di voti, mentre la Lega Lombarda conquistò molte posizioni al Nord. Nel frattempo, il segretario del PCI Achille Occhetto annunciò il cambiamento del nome del suo partito in Partito Democratico della Sinistra e il Presidente della Repubblica Cossiga cominciò una serie di esternazioni fortemente polemiche nei confronti della situazione politica esistente (le "picconate") e, dal 1991, anche sul sistema dei partiti e sulla stessa DC.
Nel 1991, dopo essere uscito dalla DC, Leoluca Orlando fondò il nuovo partito-movimento La Rete, che non impedì alla DC di raccogliere un buon successo alle elezioni regionali siciliane (42,4%). Nello stesso anno Andreotti formò il settimo governo, senza più l'appoggio dei repubblicani, ma con la presenza anche di ministri appartenenti alla sinistra DC.
Alla fine del 1991 si riunì a Milano la Conferenza nazionale programmatica della DC, avvertendo l'esigenza di un forte cambiamento del partito. Il 1992 vide l'inizio in Italia delle inchieste della Procura di Milano che colpiranno prima il PSI e poi la DC, determinandone la crisi e la dissoluzione. In questo clima si tennero le elezioni politiche del 1992, che videro la DC perdere quasi il 5% alla Camera e la nascita dell'ultimo quadripartito guidato dal socialista Giuliano Amato. Ebbe così fine l'esperienza del CAF e la stessa carriera di Forlani, sconfitto dai franchi tiratori nella corsa al Quirinale, costretto alle dimissioni da segretario e poi sottoposto a procedimenti giudiziari nell'ambito dell'inchiesta Mani pulite.

### Corsa alla Presidenza della Repubblica
Nonostante fosse scesa al minimo storico del 29,66% alle elezioni politiche del 1992, la Democrazia Cristiana era comunque il partito con più consensi in un quadripartito che aveva ancora la maggioranza assoluta nel Parlamento con il 48,85% dei voti; lo Scudo Crociato era pertanto in grado di condurre il gioco nella scelta del nuovo Presidente della Repubblica. La DC, dopo alcuni voti al candidato di bandiera Giorgio De Giuseppe nei primi tre scrutini e l'astensione concordata al quarto, propose il nome del proprio segretario nelle elezioni presidenziali. La corsa di Forlani al Quirinale, tuttavia, non ebbe un esito felice poiché la coalizione quadripartitica, indebolita dall'esito deludente delle politiche del '92, non garantiva a Forlani un margine sufficientemente largo per un'elezione senza sorprese.
Così, l'alto numero di franchi tiratori nel suo partito (tra questi la corrente Andreottiana) gli impedì di superare la soglia di voti richiesta per l'elezione. Nel corso del quinto e del sesto scrutinio, svoltisi il 16 maggio 1992, Forlani mancò l'elezione rispettivamente di 39 e di 29 voti. A seguito di questa duplice sconfitta, Forlani ritirò la sua candidatura a Presidente della Repubblica. Questa resa, successiva al vistoso calo di voti registrato dallo Scudo Crociato nelle elezioni politiche, segnerà di fatto la conclusione della carriera politica di Forlani, che di lì a pochi mesi, in seguito al tracollo della Democrazia Cristiana in termini di consensi e l'inizio dell'inchiesta di Mani pulite, si dimetterà da Segretario nell'ottobre del 1992 proseguendo così la sua attività di deputato in modo defilato e non si presenterà più alle elezioni politiche del 1994, dopo una permanenza nel Parlamento durata per nove legislature dal 1958. La fine della sua seconda segreteria diede inizio al percorso che, sotto la segreteria del suo successore Martinazzoli, porterà allo scioglimento della DC e alla costituzione del Partito Popolare Italiano.

### Fine dell'attività politica
Nel processo Enimont, in cui Forlani ricevette un avviso di garanzia nell'inchiesta di Tangentopoli, venne condannato a due anni e quattro mesi di reclusione per finanziamento illecito. La pena fu sostituita con l'affidamento al servizio sociale ed espiata attraverso la collaborazione con la Caritas. Forlani sosterrà di ritenere ingiusta la condanna inflittagli e di accettarla in spirito socratico come la sua cicuta da bere. Forlani fu invece assolto con formula piena nel 2004 nel processo per ricettazione e concussione di varie tangenti sugli appalti inerenti alle autostrade. Dopo l'espiazione della pena inflittagli nel processo per la tangente Enimont, apparirà rare volte, conducendo una vita ritirata, interrotta solo dalla presentazione di un libro nel 2009 e da alcune interviste.

### Morte ed esequie

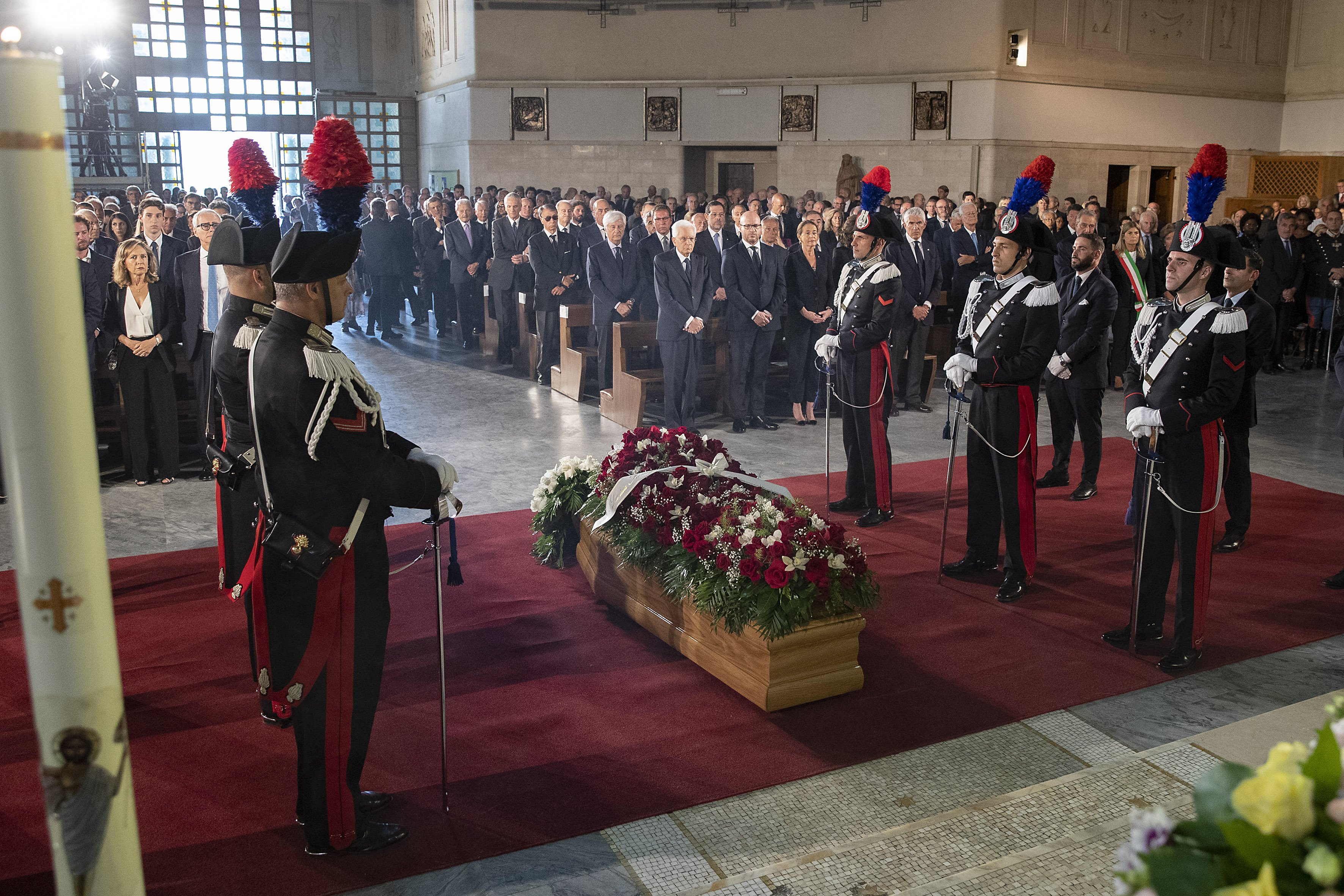
I funerali di Arnaldo Forlani (10 luglio 2023)

Forlani è deceduto a Roma il 6 luglio 2023 all'età di 97 anni. Avendo detenuto la carica di Presidente del Consiglio, ha avuto diritto per legge ai funerali di Stato, cui il governo Meloni ha deliberato in aggiunta anche il lutto nazionale. Le esequie, officiate dall’arcivescovo Vincenzo Paglia, si sono svolte il 10 luglio nella basilica dei Santi Pietro e Paolo, alla presenza del Presidente della Repubblica Sergio Mattarella, del presidente della Camera Lorenzo Fontana, di Pier Ferdinando Casini in rappresentanza del Senato e del ministro dell'università e della ricerca Anna Maria Bernini in rappresentanza del governo. Alle esequie erano presenti anche molti compagni di partito, tra i quali Vincenzo Scotti, Paolo Cirino Pomicino e Bruno Tabacci. È stato poi sepolto nel cimitero Laurentino.

## Epiteti
Gianfranco Piazzesi, scrittore e giornalista, nonché collaboratore de "Il Giornale" di Indro Montanelli, gli conferì l'epiteto di "coniglio mannaro", nomignolo tratto dal celebre romanzo di Riccardo Bacchelli Il mulino del Po e che non lo avrebbe più abbandonato durante la sua lunga carriera politica. Il Financial Times, quotidiano britannico, lo definì negli anni ottanta "supremamente adattabile" mentre il settimanale britannico The Economist lo descrisse come un "manager tranquillo". Nel congresso della Democrazia Cristiana del 1989 fu invece soprannominato la "tigre che dorme".

## Opere
- Il P.S.I. di fronte al comunismo. Dal 1945 al 1956, Roma, Cinque lune, 1956.
- Discorso pronunciato al VII Congresso nazionale della DC, Firenze, 24 ottobre 1959, Roma, Ediz. "Periferia", 1959.
- Il piano verde, un mezzo di ripresa per l'agricoltura italiana, Roma, Tip. InGraRo, 1961.
- Il "miracolo" non basta, con Franco Maria Malfatti, Roma, A.B.E.T.E., 1962.
- I democratici cristiani e la società nuova. Relazione all'Assemblea nazionale della Democrazia cristiana. Sorrento, 3 novembre 1965, Roma, Cinque lune, 1966.
- Una linea di coerenza e di lealtà. X Congresso nazionale della DC. Milano, 23-26 nov. 1967, Roma, A.B.E.T.E., 1967.
- Blocco d'ordine e frontismo sullo sfondo della lunga crisi. La risposta della DC. Discorso pronunciato il 16 aprile 1970 alla Camera dei deputati in occasione del dibattito sulla fiducia al III governo Rumor, Roma, Cinque lune, 1970.
- Le regioni con la D.C., Roma, Cinque lune, 1970.
- La difficile alleanza. Discorsi dal palazzo e nei dintorni, Roma, Cinque lune, 1983.
- L'immaginaria corsa per il potere, Roma, Orlandi, 1989.
- Il taglio della balena e la deriva. Breve dialogo sui travisamenti con qualche annotazione per gli amici dispersi o dovunque acquartierati, Ancona, Stella, 1996.
- Fuori campo con memoria, Bagni di Tivoli, Casa della stampa, 2001.
- Potere discreto. Cinquant'anni con la Democrazia cristiana, Venezia, Marsilio, 2008.